# Socjaldemokratyczne Stowarzyszenie Timoru Wschodniego
Socjaldemokratyczne Stowarzyszenie Timoru Wschodniego (Associação Social-Democrata de Timor lub ASDT) – socjaldemokratyczna partia na Timorze Wschodnim.

## Historia
W 1974 została założona przez Francisco Xavier do Amarala partia o tej samej nazwie, która, po zajęciu Timoru Wschodniego przez Indonezję przekształciła się we FRETILIN. Działalność partii była jednak kontynuowana i w obu liderem jest były prezydent Timoru Wschodniego Francisco Xavier do Amaral.

## Wyniki wyborcze
W wyborach parlamentarnych w 2001 zorganizowanych dnia 30 sierpnia partia zdobyła 7,8% głosów i 6 na 88 miejsc w parlamencie.
W kolejnych wyborach parlamentarnych w czerwcu 2007 roku partia współtworzyła koalicję wyborczą z Partią Socjaldemokratyczną (PSD) i razem zdobyli 15,73% głosów (11 miejsc).
| Wybory | Poparcie | Zmiana punktów procentowych | Mandaty | Zmiana |
| ------ | -------- | --------------------------- | ------- | ------ |
| 2001   | 7,84%    | –                           | 6       | –      |
| 2007   | 15,73%   | 7,89%                       | 11      | 5      |
| 2012   | 1,8%     | 13,93%                      | 0       | 11     |